# Roberto Eduardo Viola
Roberto Eduardo Viola (Buenos Aires, 13 de octubre de 1924 ‑ Buenos Aires, 30 de septiembre de 1994) fue un
militar (general perteneciente al Ejército),
dictador («presidente de facto» entre 1978 y 1981),
delincuente común y
criminal argentino,
condenado a 17 años de prisión como autor de 86 secuestros, 11 actos de tortura y 3 robos.
Fue miembro de la Junta Militar entre julio de 1978 y diciembre de 1979; y presidente de la Nación de facto, con la suma de los poderes ejecutivo y legislativo, entre marzo y noviembre de 1981, durante el Proceso.
En el Juicio a las Juntas de 1985 fue condenado a 17 años de prisión, inhabilitación absoluta y destitución, como autor de 86 secuestros, once actos de tortura y tres robos. En 1990 fue indultado por el presidente constitucional Carlos Menem. Murió en 1994, antes de que la justicia argentina declarara nulos los indultos.

## Familia y primeros años
Roberto Eduardo era hijo de Ángel Viola, un sastre y María Prevedini. Había contraído nupcias en 1947 con la señora Nélida Giorgio Valente (Paso de los Libres el 8 de agosto de 1926-Buenos Aires el 11 de junio de 2004), con quien tuvo dos hijos: Silvia Nélida (n. 1949) y Roberto Eduardo (n. 1954). El biografiado dominaba los idiomas italiano y francés y hablaba en menor medida algo de inglés.
Culminada su educación secundaria, Roberto Viola ingresó al Colegio Militar de la Nación el 3 de marzo de 1942 y egresó como subteniente del arma de infantería el 21 de diciembre de 1944 con orden de mérito 20 sobre un total de 197 oficiales egresados en la promoción 73 de dicha academia de formación militar. Entre sus compañeros de promoción se destacan los subtenientes Carlos Guillermo Suárez Mason y Jorge Rafael Videla.

## Carrera militar

### Oficial subalterno
Tras su egreso, fue destinado al Regimiento de Infantería 27 en Entre Ríos en donde ascendió a teniente el último día de 1946. En dicho destino también alcanzó el rango de teniente primero el 31 de diciembre de 1948.
El 19 de octubre de 1951 rindió exitosamente el examen de admisión en la Escuela Superior de Guerra y ese mismo año accedió al grado de Capitán, el 31 de diciembre. Luego de haber cursado los tres años en dicha institución, Viola obtuvo el título de Oficial de Estado Mayor en 1955 y fue destinado a servir al comando del Tercer Cuerpo de Ejército. Fue destinado a la Escuela del Cuerpo Profesional en calidad de jefe de agrupación Servicios de dicha institución.

### Oficial jefe
El biografiado fue ascendido a la jerarquía de Mayor el 31 de diciembre de 1956 mientras continuaba sirviendo en la Escuela del Cuerpo Profesional del Ejército. El 4 de noviembre de 1957 fue nombrado profesor permanente de dicha institución y el 23 de diciembre de ese mismo año fue destinado al Ministerio de Ejército como oficial de Estado Mayor. Entre el 4 de agosto y el 23 de septiembre de 1959 hizo el curso de informaciones para oficiales de Estado Mayor en la Escuela Superior de Guerra  y al año siguiente se lo destinó a cumplir funciones en el Estado Mayor del Ejército.
Tras acceder, el 31 de diciembre de 1960, al grado de teniente coronel continuó en el mismo destino mencionado anteriormente hasta el 13 de abril de 1962 cuando fue enviado fugazmente a la Secretaría de Guerra como oficial de Estado Mayor. En esa misma condición fue enviado a fungir al Comando en Jefe del Ejército el 13 de septiembre de 1962.
El 22 de febrero de 1963 el teniente coronel Roberto Viola fue enviado a la subsecretaría 1 de Personal del Comando en Jefe del Ejército. El 13 de agosto del siguiente año, integró una delegación que visitó los Estados Unidos.

### Oficial superior
El 31 de agosto de 1965 Viola fue promovido a Coronel y a inicios de 1966 realizó un curso de orientación para jefes de unidades y otro de estrategia en el Centro del Altos Estudios. El primero de agosto de ese mismo año fue designado asesor de la delegación militar de su país ante la Junta Interamericana de Defensa y se mantuvo en esa función hasta el 22 de diciembre de 1969, cuando se lo destinó a la subdirección del Colegio Militar de la Nación. El 4 de agosto de 1970 fue designado a la Junta de Calificaciones de oficiales con retención del cargo de vicedirector del Colegio Militar.
El 25 de noviembre fue nombrado comandante de la III Brigada de Infantería y el 31 de diciembre promovido a General de Brigada. El 2 de junio de 1973 se dispuso su traslado al cargo de subjefe del II Cuerpo de Ejército. El veinte de diciembre de ese mismo año se lo nombró secretario general del Ejército, cargo que ejerció por un año y medio.
El 20 de mayo de 1975 se desempeñó fugazmente como comandante del II Cuerpo de Ejército ya que el 29 de agosto de ese mismo año fue designado subjefe del Ejército por Jorge Rafael Videla, quien había sucedido a Alberto Numa Laplane como titular de dicha fuerza dos días antes. Roberto Eduardo Viola fue promovido a General de División el último día de 1975.
Según un perfil que elaboró la Agencia Central de Inteligencia estadounidense, siendo Viola Jefe del Estado Mayor del Ejército, estuvo íntimamente involucrado en la planificación del golpe militar que derrocó a la presidenta María de Perón en marzo de 1976. Al igual que Videla, había abogado durante mucho tiempo por mantener a los militares fuera del embrollo político interno. Sin embargo, en octubre de 1975 se había convencido de la necesidad de intervenir en el moribundo gobierno peronista. Videla y Viola encabezaron «los blandos», partidarios de las políticas económicas de José Alfredo Martínez de Hoz y de una apertura política.

## Titular del Ejército y miembro de la Junta Militar
El 31 de julio de 1978, Jorge Rafael Videla, quien pasó a retiro aunque ratificado en la presidencia, lo ascendió a teniente general y se convirtió en comandante en jefe del Ejército, pasando a integrar la Junta Militar de Gobierno que gobernaba el país junto al presidente.
Como miembro de la Junta Militar de Gobierno, Viola era el integrante de mayor antigüedad, así como el confidente más cercano y el más firme partidario de Videla. De visiones políticas más moderadas que el resto de los generales al igual que Videla, Roberto Viola asumió el puesto más alto del Ejército en agosto de 1978, pero solo después de prometer a los militares de línea dura que renunciaría a su cargo de Comandante en Jefe del Ejército en diciembre de 1979.
De acuerdo a un informe desclasificado de la CIA, a causa de los continuos desacuerdos políticos con los partidarios de la línea dura, el inminente retiro de Viola planteó varios problemas. Para dar continuidad a las políticas moderadas de Videla y prepararse para su propio acceso a la presidencia, Viola tuvo que apelar a varios artilugios y negociaciones para neutralizar a aquellos partidarios de la línea dura que no deseaban la sucesión planeada.
Entre la noche del 28 de septiembre y la madrugada del 29 de septiembre de 1979 tuvo lugar en la Provincia de Córdoba una revuelta fallida por parte de uno de los dos principales antagonistas del gobierno, el comandante del III Cuerpo del Ejército Luciano Benjamín Menéndez. El General de División Menéndez estaba enfurecido por la liberación del detenido político Jacobo Timerman y por la renovada actividad terrorista de Montoneros. En ese contexto, el hasta ese momento titular del III Cuerpo intentó derrocar a Viola como comandante del Ejército. Sin embargo el llamado de Menéndez a desconocer al Comandante en Jefe del Ejército fue abortado de manera rápida: Viola actuó velozmente relevando a Menéndez de su mando. Aunque la sublevación de Luciano Benjamín Menéndez fue rápidamente rodeada por cuatro mil paracaidistas, se mantuvo activa por dos días hasta que Menéndez y su segundo, el general de brigada Jorge Maradona fueron puestos bajo arresto domiciliario por 90 días y pasados a situación de retiro del ejército. Varios oficiales que apoyaron a Menéndez corrieron idéntico destino.
El encarcelamiento de Menéndez abarcó el plazo durante el cual las fuerzas armadas resuelven los relevos, traslados y retiros de sus mandos. Por lo tanto, el general sublevado estuvo amordazado durante el período en el que se tomaron decisiones cruciales relativas a la sucesión militar.
Con Menéndez fuera de escena, el otro miembro clave de la línea dura del Ejército, era el  número dos de Roberto Viola en la cadena de mando del Ejército Argentino: el Jefe de Estado Mayor General Carlos Guillermo Suárez Mason. La rápida desarticulación de la rebelión de Menéndez significó un revés en su intento de suceder a Viola como jefe de la fuerza terrestre. Cuando se anunció la revuelta de Menéndez, Suárez Mason, que no poseía mando directo de tropas, no tuvo más remedio que ponerse del lado de Viola.
Viola logró forzar el retiro del General de División Carlos Guillermo Suárez Mason al nombrar como su sucesor al también General de División Leopoldo Fortunato Galtieri, quien contaba con menos antigüedad que el hasta ese momento subjefe del Ejército.
El 28 de diciembre de 1979, Viola pasó a situación de retiro y fue reemplazado por Leopoldo Fortunato Galtieri como comandante en jefe. El 3 de octubre de 1980, fue elegido para reemplazar a Videla como presidente de la Nación y asumió ante la Junta el 29 de marzo de 1981.

## Presidencia
Viola reemplazó a Videla a causa de tensiones en el seno de la cúpula militar, insatisfecha con la incapacidad de este último para estabilizar la situación económica y la intranquilidad civil. Viola, partidario de la «línea blanda», alejó a los colaboradores inmediatos de Videla e inició una apertura parcial a la reincorporación de políticos de carrera y técnicos civiles a cargos públicos con miras a establecerse en el poder hasta 1984. Las circunstancias permitieron que la CGT se reorganizara y movilizara bajo la dirección del sindicalista Saúl Ubaldini, aún pese a la prohibición legal.
Las medidas económicas del gobierno de Viola se mostraron igualmente ineficientes. En vista de las repetidas devaluaciones del Peso Ley 18 188 frente al dólar impulsadas por el ministro de Economía José Martínez de Hoz durante el gobierno de Videla, era marcada la preferencia por la compra de divisas; incluso los pequeños ahorristas optaban por la tenencia de moneda extranjera y evitaban invertir en el país.
El ministro de Economía designado por Viola, Lorenzo Sigaut, aseguró al ocupar el cargo que «el que apuesta al dólar, pierde». Días más tarde realizaría una devaluación del peso con respecto al dólar del 30 %, en un intento desesperado de atraer inversión internacional. La inflación de 1981 alcanzaría el 131 % interanual.
Los fracasos en materia económica y las perspectivas aperturistas del gobierno de Viola llevarían a la constitución de la Multipartidaria Nacional por parte de los principales partidos políticos, buscando la realización de elecciones. La muerte de Ricardo Balbín, quien durante años había sido presidente de la Unión Cívica Radical, constituyó una ocasión de manifestación pública en favor de la democracia.

### Proceso de remoción
El 21 de noviembre de 1981 la Junta Militar declaró a Roberto Eduardo Viola incapaz de ejercer sus funciones de presidente de la Nación Argentina debido a «problemas de salud». Viola era conocido por ser un empedernido fumador en cadena y entre las "razones de salud" a las que la junta apeló para obligarlo a tomar una licencia médica estaba una supuesta "insuficiencia coronaria e hipertensión". En su lugar fue nombrado frente al poder ejecutivo el ministro del Interior Horacio Tomás Liendo. La intención de Viola era la de reasumir el día 23.
Aunque Viola no había interrumpido en ningún momento el accionar represivo ni los operativos contra la subversión, el jueves 10 de diciembre la Junta Militar emitió un ultimátum a Viola, incitándolo a renunciar, con la decisión tomada de desplazarlo de la Presidencia. Al día siguiente la Junta se reunió con el dictador. El general Viola insistió en no renunciar, entonces la Junta le comunicó su relevo por razón de Estado —Viola no presentó renuncia—. El mismo día, la Junta anunció la inminente asunción de la Presidencia por parte del general Leopoldo Fortunato Galtieri. El vicealmirante Carlos Alberto Lacoste reemplazó interinamente al general Viola, hasta el 22 de diciembre de 1981, cuando Galtieri tomó el cargo como presidente de la Nación Argentina, convirtiéndose en el nuevo dictador de su país.

### Actividad posterior
Durante la guerra de las Malvinas, en mayo de 1982, Roberto Viola ejerció influencias para conducir un golpe de Estado contra Leopoldo Galtieri. La Armada Argentina detectó políticos, empresarios y militares que convergían al departamento de Viola.

### Gabinete
| Ministros del Gobierno de Roberto Eduardo Viola             | Ministros del Gobierno de Roberto Eduardo Viola | Ministros del Gobierno de Roberto Eduardo Viola                       |
| Cartera                                                     | Titular                                         | Período                                                               |
| ----------------------------------------------------------- | ----------------------------------------------- | --------------------------------------------------------------------- |
| Ministerio del Interior                                     | Horacio Liendo                                  | 29 de marzo-12 de diciembre de 1981                                   |
| Ministerio de Relaciones Exteriores y Culto                 | Oscar Camilión                                  | 29 de marzo-12 de diciembre de 1981                                   |
| Ministerio de Economía, Hacienda y Finanzas                 | Lorenzo Sigaut                                  | 29 de marzo-12 de diciembre de 1981                                   |
| Ministerio de Cultura y Educación                           | Carlos Burundarena                              | 29 de marzo-12 de diciembre de 1981                                   |
| Ministerio de Acción Social                                 | Carlos Alberto Lacoste                          | 29 de marzo-12 de diciembre de 1981                                   |
| Ministerio de Salud Pública y Medio Ambiente                | Amílcar Argüelles                               | 29 de marzo-12 de diciembre de 1981                                   |
| Ministerio de Defensa                                       | Norberto Couto                                  | 29 de marzo-12 de diciembre de 1981                                   |
| Ministerio de Justicia                                      | Amadeo Frúgoli                                  | 29 de marzo-12 de diciembre de 1981                                   |
| Ministerio de Trabajo                                       | Julio Porcile                                   | 29 de marzo-12 de diciembre de 1981                                   |
| Ministerio de Obras y Servicios Públicos                    | Diego Urricariet                                | 29 de marzo-12 de diciembre de 1981                                   |
| Ministerio de Agricultura y Ganadería                       | Jorge Aguado                                    | 29 de marzo-12 de diciembre de 1981                                   |
| Ministerio de Industria y Minería                           | Eduardo Oxenford Livio Kühl                     | 29 de marzo-21 de agosto de 1981 22 de agosto-12 de diciembre de 1981 |
| Ministerio de Comercio e Intereses Marítimos                | Carlos García Martínez                          | 29 de marzo-12 de diciembre de 1981                                   |
| Secretarios de Estado del Gobierno de Roberto Eduardo Viola |                                                 |                                                                       |
| Secretaría General                                          | Luis Santiago Martella                          | 29 de marzo de 1981 -12 de diciembre de 1981                          |
| Secretaría de Información Pública                           | Antonio Llamas                                  | 12 de diciembre de 1978-1 de abril de 1981                            |
| Secretaría de Inteligencia del Estado                       | Carlos Alberto Martínez                         | 26 de enero de 1978-10 de diciembre de 1983                           |
| Secretaría de Planeamiento                                  | José Miret                                      | 15 de diciembre de 1978-10 de diciembre de 1983                       |

## Causas judiciales y muerte
En 1983, restablecido el orden constitucional y durante el Gobierno de Raúl Alfonsín, Roberto Viola quedó bajo arresto y fue objeto de juicio por delitos cometidos durante su gobierno. En el Juicio a las Juntas de 1985 recibió la sentencia de 17 años en prisión, inhabilitación perpetua para el ejercicio de cargos públicos, accesorias legales, accesoria de destitución y pago de las costas.
En 1990, el presidente Carlos Menem, mediante el Decreto 2741, indultó a Viola, extinguiendo su responsabilidad de su comisión de delitos.
Murió el viernes 30 de septiembre de 1994 en el Sanatorio Finochietto de Buenos Aires, a causa de una Insuficiencia cardíaca. Se encuentra sepultado en el Cementerio de la Chacarita